# Tjörns Golfklubb
Tjörns Golfklubb är en golfklubb på Tjörn som bildades 1990. Klubben är belägen i Rävlanda, mitt på Tjörn.

## Historia
1988 föddes idén om en golfklubb på västkustön Tjörn. Klubben startades i mars 1990 och i juli 1992 var banan spelklar med 9 hål. Det dröjde sedan sex år, till juli 1998, innan banan var en fullfjädrad golfbana med 18 hål. Vid denna tid hade klubben runt 1 000 medlemmar. 2005 byggdes ett nytt klubbhus. Fem år senare, 2010, hade Tjörns Golfklubb över 1 500 medlemmar. År 2015 fyllde klubben 25 år och hade då 1 700 medlemmar,, vilket sedan dess ökat till cirka 1 800 medlemmar.

## Banan
Tjörns golfbana är en skogs- och parkbana med 18 hål. Banan bjuder på varierad terräng med både kuperat och plant landskap. Vid vissa väderomständigheter eller under lågsäsong kan banan spelas som en 12-hålsbana. Det finns också en korthålsbana med 6 hål.
På vintern spåras banan för längdskidåkning vid gynnsamma förhållanden och används flitigt av lokalbefolkningen.
Två av hålen på golfbanan är bland de lättaste i Sverige, i den bemärkelsen att det görs många hole-in-ones där.